# Una història de dues ciutats (pel·lícula de 1958)
Una història de dues ciutats (títol original: A Tale of Two Cities) és una pel·lícula britànica de 1958 dirigida per Ralph Thomas i protagonitzada per Dirk Bogarde i Dorothy Tutin. És un drama d'època basat en parts de la novel·la de Charles Dickens Una història de dues ciutats de 1859. Està doblada al català.

## Argument
Sydney Carton, un advocat anglès alcohòlic, descobreix que Charles Darnay, un home que va defensar, és un aristòcrata francès que intenta fugir de la Revolució Francesa. Mentre enveja a l'home per l'amor d'una dona, Lucie Manette, decideix ajudar-lo a escapar de la guillotina.

## Repartiment
- Dirk Bogarde com Sydney Carton
- Dorothy Tutin com Lucie Manette
- Paul Guers com Charles Darnay
- Marie Versini com Marie Gabelle
- Ian Bannen com Gabelle
- Alfie Bass com Jerry Cruncher
- Cecil Parker com Jarvis Lorry
- Stephen Murray com Dr. Manette
- Athene Seyler com Miss Pross
- Ernest Clark com Stryver
- Rosalie Crutchley com Madame Defarge
- Freda Jackson com la Venjança
- Duncan Lamont com Ernest Defarge
- Leo McKern com Vell Bailey
- Donald Pleasence com John Barsad
- Christopher Lee com Marquès St. Evremonde
- Sam Kydd com cotxer

## Producció
Ralph Thomas va insistir que la pel·lícula es filmés en blanc i negre, ja que sentia que el llibre "estava escrit en blanc i negre i s'ha de fer en blanc i negre". Va ser influenciat per una pel·lícula francesa Casque d'Or ambientada en un període similar que va ser en blanc i negre.
Thomas va dir més tard que va ser un error i que la vida posterior comercial de la pel·lícula hauria estat més forta si hagués estat en color. Va dir que la pel·lícula "va ser molt indulgent perquè no escoltava els consells. És perillós tenir moda i poder i jo estava de moda aleshores".
La pel·lícula va ser la producció britànica més cara de l'any.
El rodatge va començar el 3 de juliol de 1957 a Bourges a França durant quatre setmanes de treball d'ubicació. La pel·lícula es va rodar a la vall del Loira, perquè era l'únic lloc sense pals de telègraf. Diversos milers de soldats estatunidencs desplaçats a prop a Orleans van ser utilitzats com a extres. El rodatge va durar sis setmanes. "L'única manera que vam poder acabar una pel·lícula tan ambiciosa amb un pressupost tan modest va ser utilitzant un equip habitual, així que no hi va haver baralles, només vam abordar-la i vam continuar fins al final", va dir Thomas.

## Recepció crítica
The Guardian la va anomenar "una versió senzilla i honesta que fa un intent decent de posar les complexitats de la història en dues hores".
El New York Times va escriure "és majoritàriament un relat sense sang i sobri, encara que minuciós, el que es fa aquí"; El Monthly Film Bulletin la va anomenar "una addició eminentment respectable però poc distingida a la llista de Dickens filmats", assenyalant que la "incansablement assedegada de sang Mme Defarge, descaradament teatral però plena de gust, és especialment benvinguda. Aquest tipus de vivesa. i la vida és exactament el que manca a la pel·lícula en conjunt No obstant això, AllMovie va trobar "una adaptació respectable amb una interpretació principal (Bogarde)" i TV Guide va escriure "Aquesta versió s'esforça per l'atenció al detall que marquen les millors traduccions literàries produïdes per la BBC avui... Potser això no és tan melodramàtic com la versió de Hollywood, però, per a alguns, és infinitament més satisfactoria."